# Mily-Meyer
Émilie Meyer dite Mily Meyer, née le 30 mars 1856 à Paris et morte le 8 juillet 1927 dans le 17e arrondissement, est une soprano française.
Pendant un quart de siècle, elle a été une grande vedette des scènes d'opérette parisiennes. Elle est décrite par le critique Kurt Gänzl comme une soubrette aux allures d'enfant espiègle mais terriblement féminine.

## Carrière
Ses débuts professionnels ont été au café-concert Eldorado. Elle va ensuite au théâtre de la Renaissance et apparaît comme la jeune duchesse lors de la première de l'opérette Le petit duc le 25 janvier 1878. Elle participe à la création de Camargo (1878), Petite Mademoiselle (1879) et Belle Lurette (1880).
Mily Meyer joue au Théâtre des Nouveautés, Kate dans la création française de Rip et au Théâtre des Bouffes-Parisiens, Bianca dans la première de La Béarnaise en 1885. Au Théâtre des Variétés, elle a chanté la Princesse de Trébizonde, et au Théâtre des Folies-Dramatiques, elle a participé à la première française de La Demoiselle de Belleville de Carl Millöcker (Die Jungfrau von Belleville).
Parmi les nombreuses autres opérettes où elle a chanté, on trouve Roi de Carreau (1885) et Babolin (1884) au Théâtre des Folies-Dramatiques (novembre 1884); La vie mondaine (1885) au Théâtre des Nouveautés, et au Théâtre des Bouffes-Parisiens, comme Benjamine dans Joséphine vendue par ses sœurs (1886), Gamine de Paris (1887), Le Retour d'Ulysse (1889), Le mari de la reine (en) (1889), Cendrillonnette (1890) et les reprises de Les petits mousquetaires. De retour à la Renaissance, elle crée La gardeuse d'oies (1888) et La petite Poucette (1891), suivis par La Demoiselle du Téléphone (1891) et La Bonne de chez Duval (1892) aux Nouveautés, Fleur de Vertu (1894) aux Bouffes et L'Élève du Conservatoire (1894) au Théâtre des Menus-Plaisirs, Joséphine vendue par ses sœurs, reprise à l'Eldorado, avec Marie Labounskaya (1896),,.
Emmanuel Chabrier lui a dédié en 1889 la Villanelle des petits canards, qu'elle a créée au Théâtre du Vaudeville le 7 mars 1890. 
Mily Meyer a continué à apparaître jusqu'en 1906.

## Enregistrements
- "Après la bataille", paroles et musique de Frédéric Bérat, cylindre Phono-Cinéma-Théâtre, 160 tours par minute, 1903.
- "Pourquoi garder ton coeur ?", poésie de Victor Wilder, musique de Jean-Baptiste Weckerlin d'après une mélodie italienne, cylindre Phono-Cinéma-Théâtre, 144 tours par minute.